# Северская
Се́верская — станица в Краснодарском крае. Административный центр и крупнейший населённый пункт Северского района. Административный центр Северского сельского поселения.

## География
Станица расположена на реке Убин (Уби́нке, Уби́н-Су), при выходе её из ущелья.
Железнодорожная станция на линии Краснодар — Крымск. Проходит автодорога Краснодар — Новороссийск. Расстояние до краевого центра города Краснодара 38 км, до города Новороссийска 110 км.
Предприятия сельского хозяйства и пищевой промышленности.

## История станицы

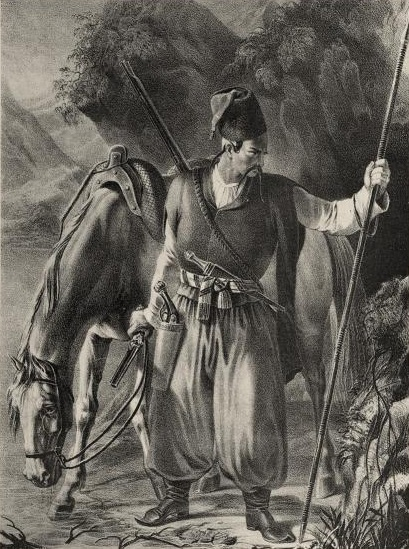
Запорожец, XVIII век

Станица основана в 1864 году партией запорожских казаков, переселенцев из Азовского казачьего войска, возглавляемой урядником Григорием Михайловичем Воликом (могила находится на кладбище Ст. Северской. Восстановлена в 1992 и обслуживается по сей день, казаками Северского станичного казачьего общества.).

Место для поселения выбрали на правом берегу реки Убин. Незадолго до этого, в 1863 году, в этом месте произошёл крупный бой между черкесами и отрядом Северского драгунского полка. По желанию Великого князя Михаила Николаевича (сына Николая I) станица была названа Северской в честь этого полка. Датой основания считается 28 мая 1864 года.

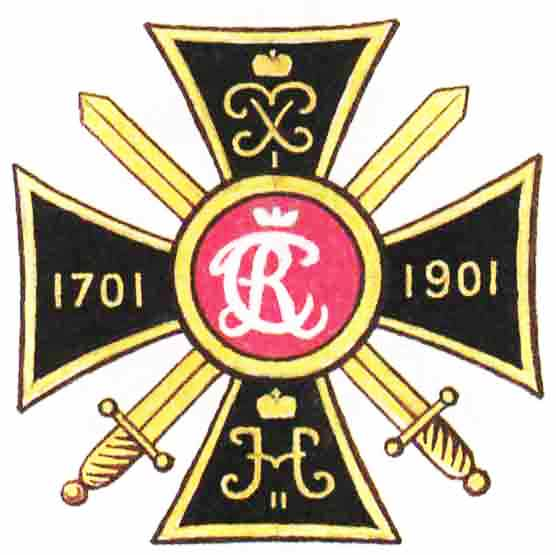
Полковой знак Северского драгунского полка

В мае и июне 1863 года на пространстве между Пшецизским и Сухохабльским постами особенно сильно вновь активизировались горцы, нападая на отряды Северского полка. Для предотвращения постоянных набегов было решено возвести промежуточный пост, который бы позволил контролировать эту территорию. Строительство поста выпало на долю драгун полка из резервного эскадрона. 22 июня 1863 года строительство было окончено, а сам пост назван в честь строителей — «Северским». Впоследствии на месте поста в 1864 году была построена станица, получившая тоже название Северская.

Станица входила в Екатеринодарский отдел Кубанской области, казаки станицы служили в 1-м Екатеринодарском кошевого атамана Чепеги полку.
По статистическим данным на 1881 год в Северской находилось примерно 278 дворов, 2 кузницы, 1 пасека и 3 лавки, проживало коренных жителей: 707 мужчин и 687 женщин.
В Северской родился Олег Дмитренко (1960) — советский и российский волейболист.

## Курган
Археологические находки близ станицы Северская: в 8 км расположен Северский курган, стихийные раскопки которого начались в 1881 году. Предметы из него находятся в экспозиции московского Государственного Исторического музея. (См. книгу: Смирнова К. Ф. «Северский курган»).

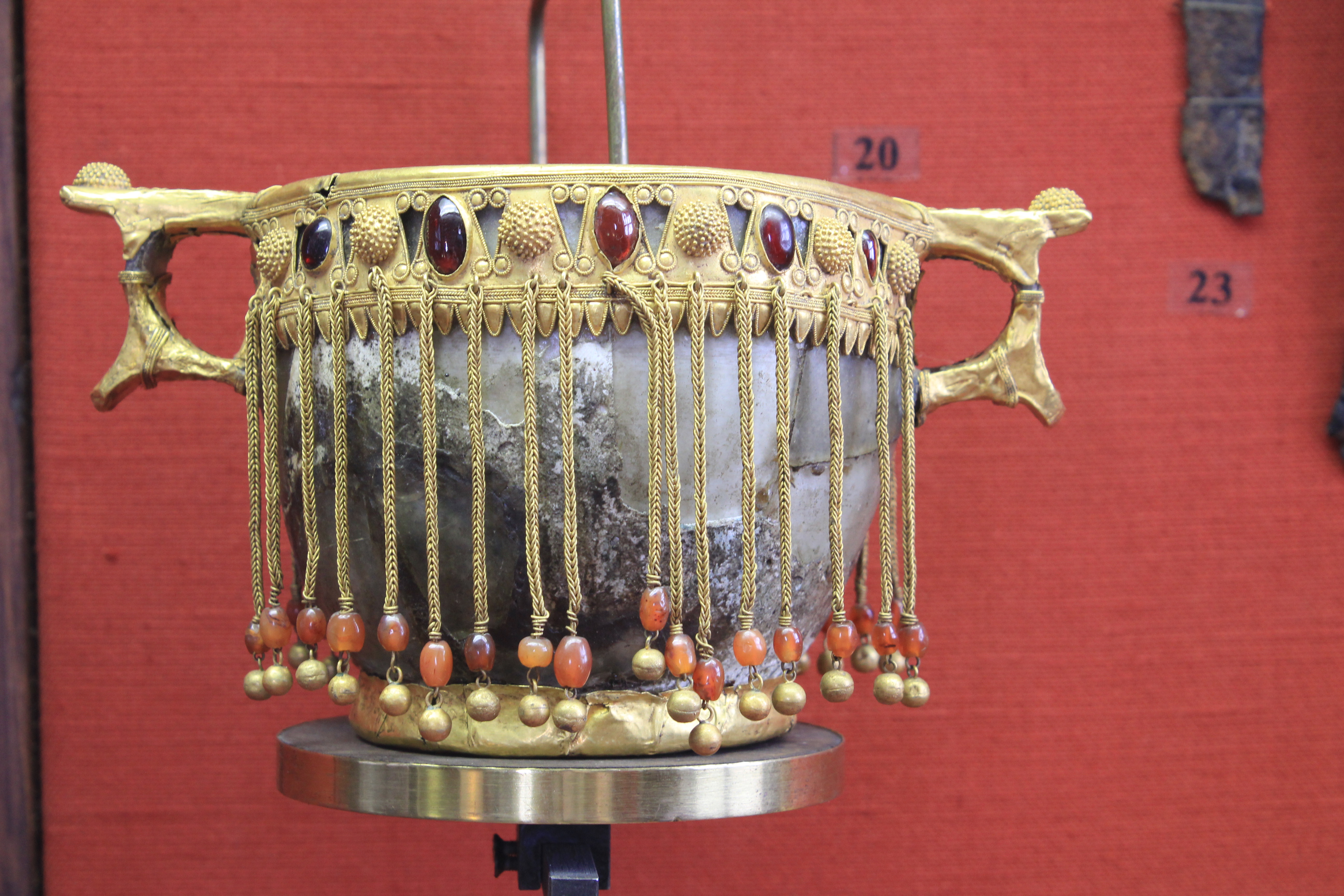
Канфар в оправе
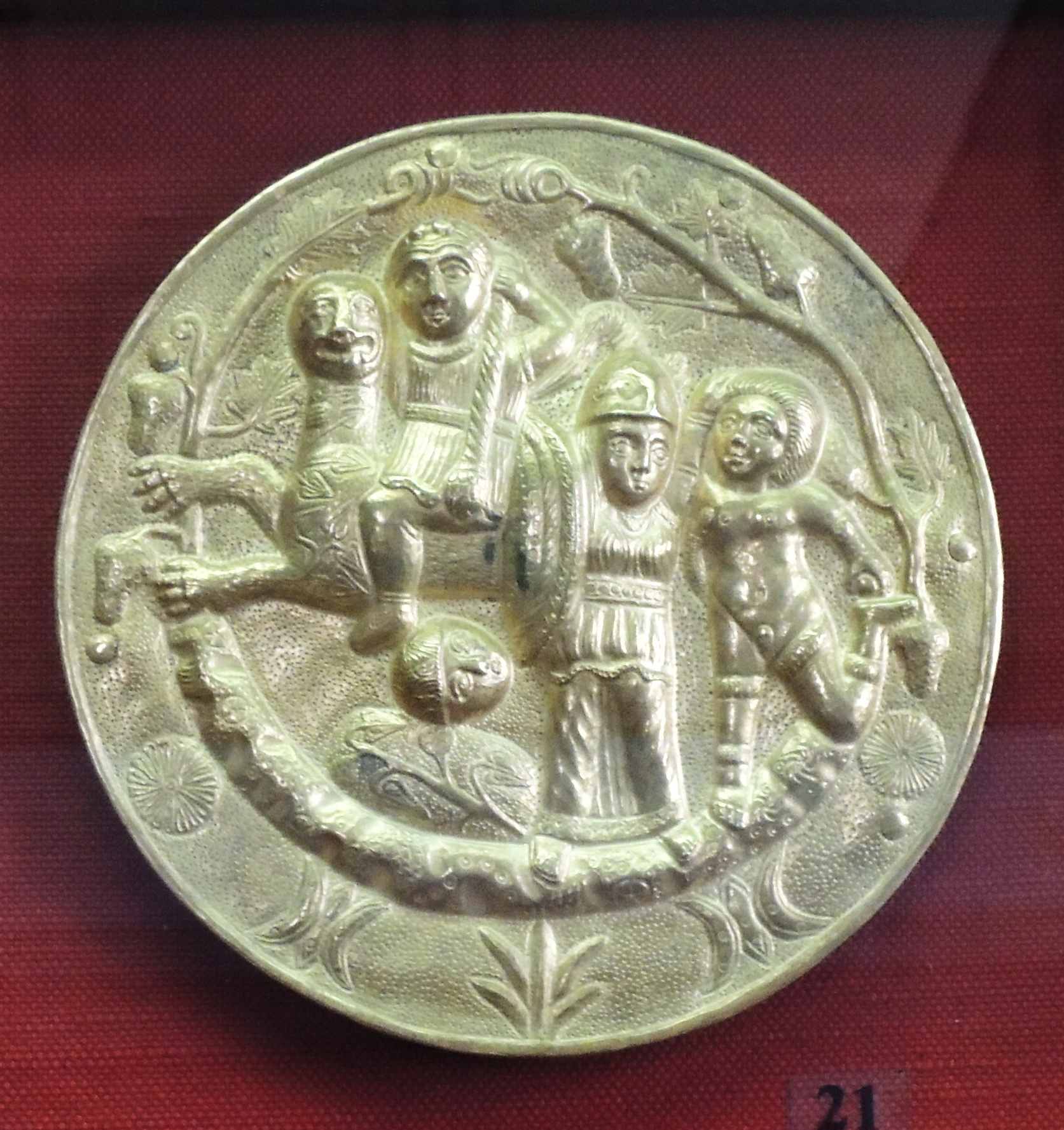
Бляха-фалар
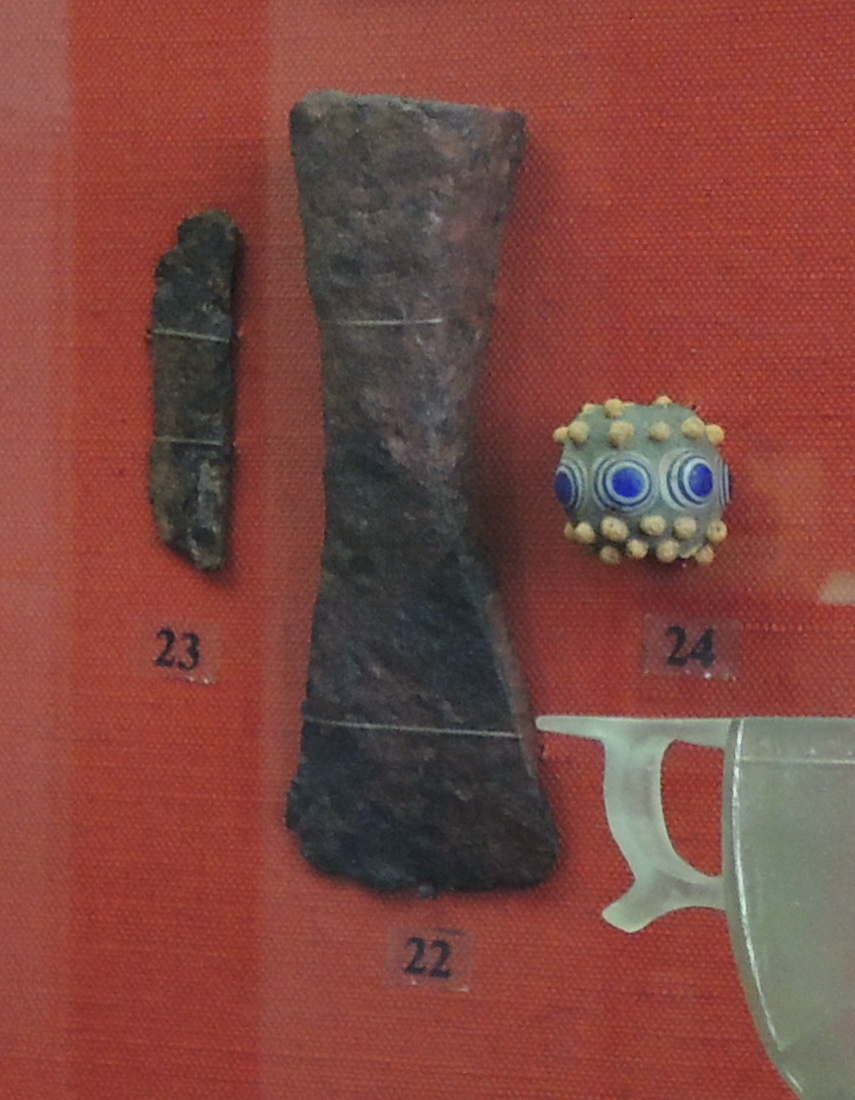
22. Тесло. 23. Фрагмент ножа. 24. Бусина.

## Население
| 1939    | 1959    | 1970    | 1979    | 1989    | 2002    |
| ------- | ------- | ------- | ------- | ------- | ------- |
| 8272    | ↗11 342 | ↗14 369 | ↗16 865 | ↗19 707 | ↗22 557 |
| 2010    | 2021    |         |         |         |         |
| ↗24 867 | ↗26 973 |         |         |         |         |